# Fiona Stanley

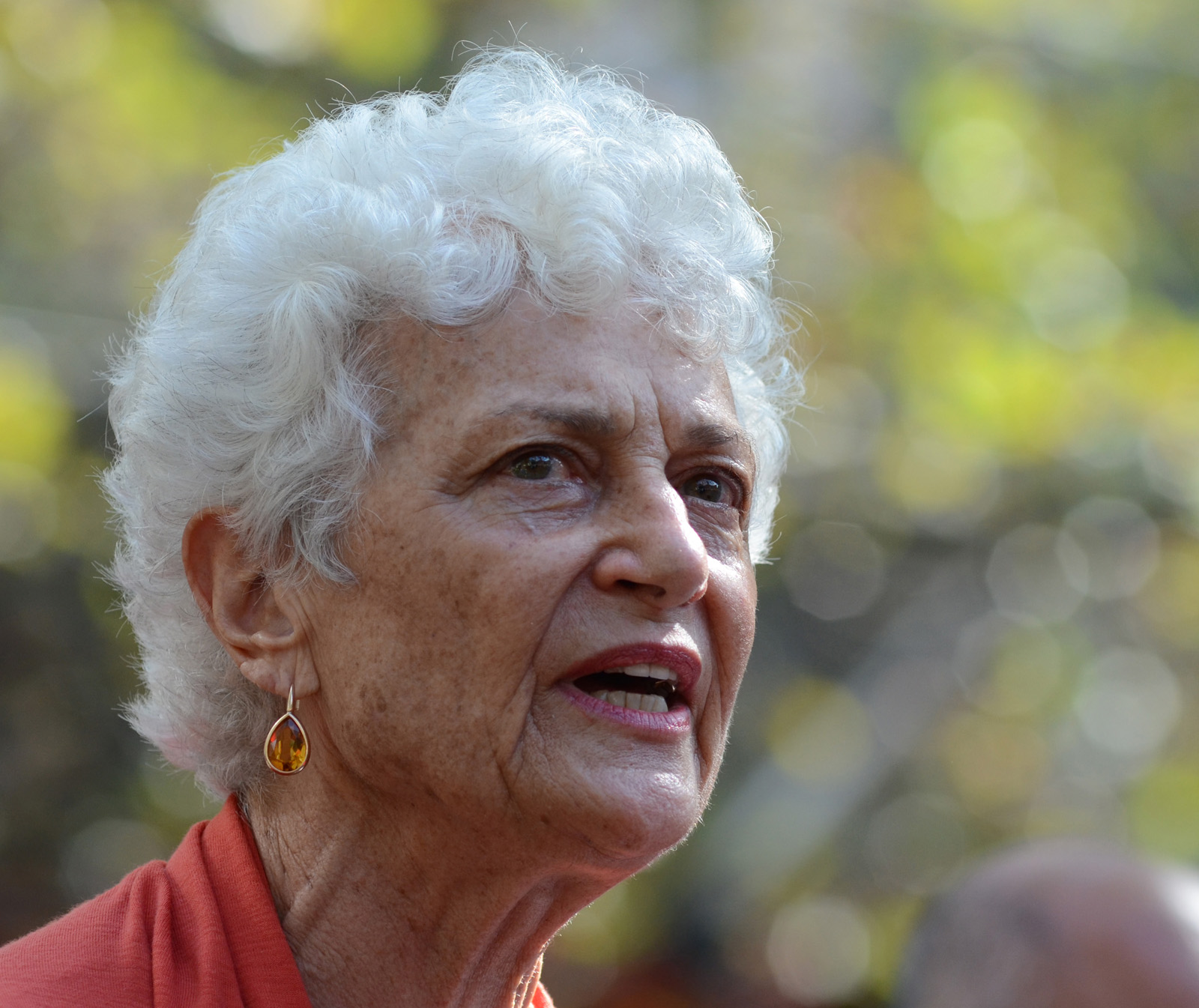
Fiona Stanley, 2017

Fiona Juliet Stanley AC (* 1. August 1946 in Sydney, New South Wales, Australien) ist eine australische Medizinerin und Epidemiologin.  Sie ist Professorin an der School of Paediatrics and Child Health der University of Western Australia (UWA). Von 1990 bis Dezember 2011 war sie Gründungsdirektorin von Telethon Kids.

## Leben und Werk

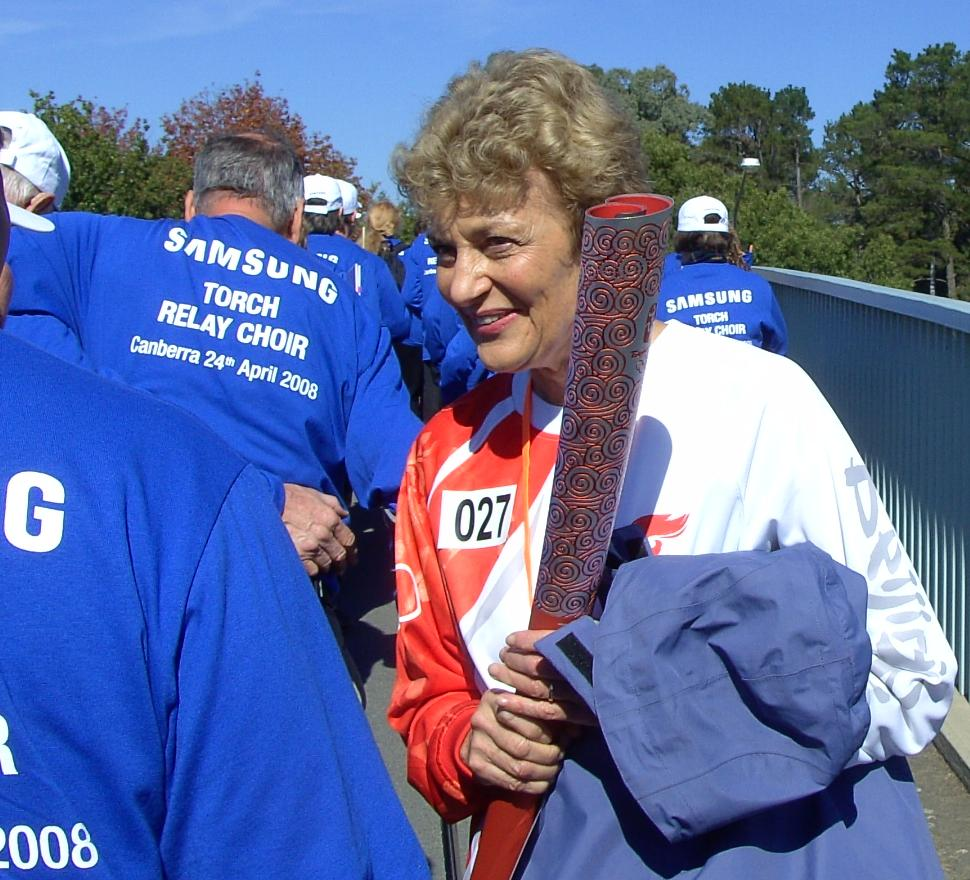
Fiona Stanley als Läuferin im australischen Abschnitt des Fackellaufs der Olympischen Sommerspiele 2008

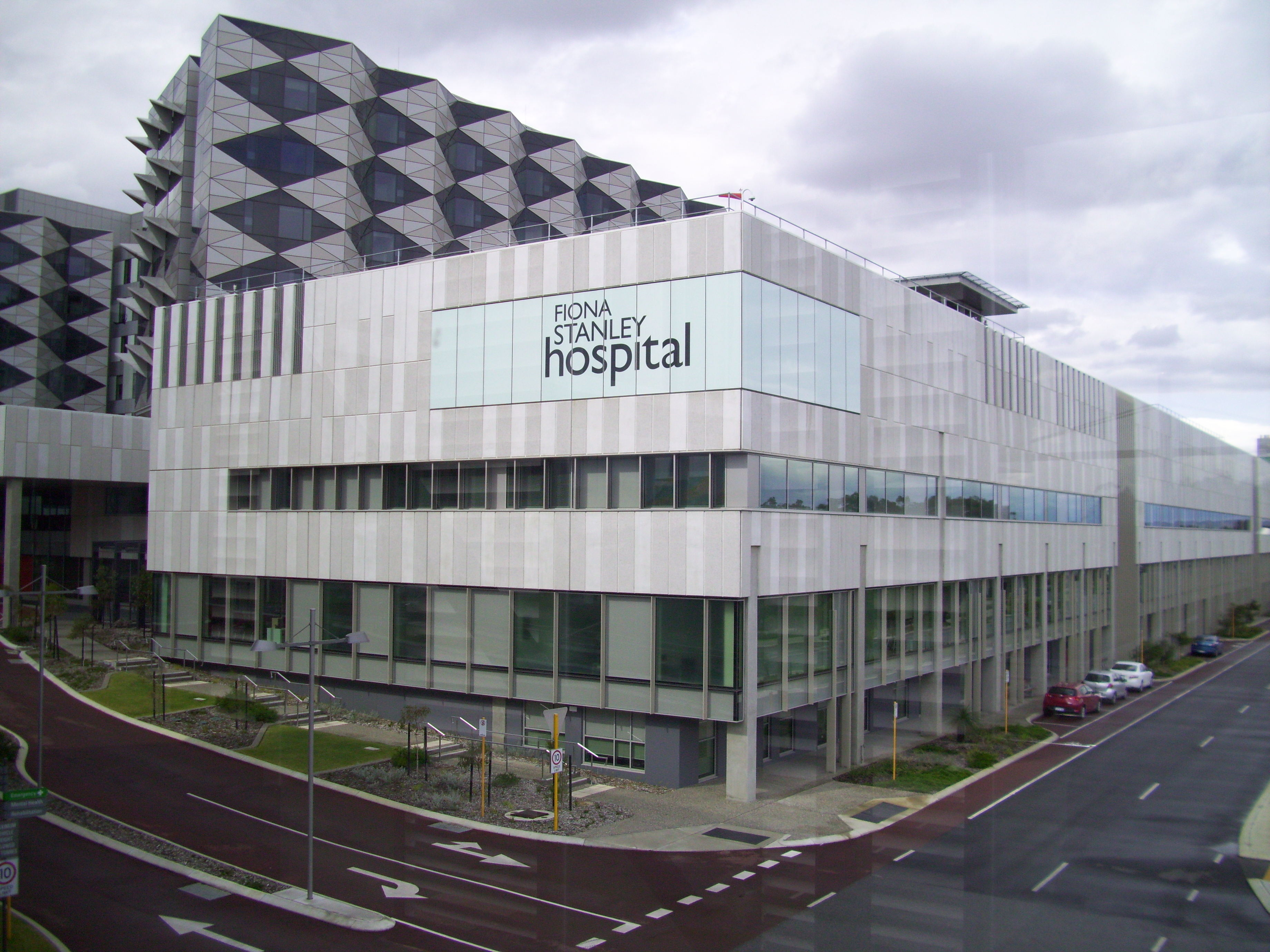
Fiona Stanley Hospital, 2014

Stanley ist eines von drei Kindern von Muriel und Neville Stanley, der Gründungsprofessor für Mikrobiologie an der medizinischen Fakultät der University of Western Australia war. Sie zog 1956 nach Perth und besuchte die Hilda’s Anglican Girls’ School. Als eine von sechs Frauen bei 100 Studenten studierte sie Medizin an der University of Western Australia, wo sie 1970 einen Bachelor of Medicine and Surgery erwarb. Während ihres Studiums arbeitete sie in der Aboriginal Clinic in East Perth. Sie praktizierte zwei Jahre in Krankenhäusern, bevor sie zur Weiterbildung in Epidemiologie nach England und in die USA ging. Sie studierte an der University of London, wo sie einen Master of Science in Sozialmedizin erwarb und Mitglied der Fakultät für Public Health Medicine des Royal College of Physicians wurde. Danach forschte sie für ein Jahr in den Vereinigten Staaten. Von 1978 bis 1990 war sie Senior Medical Officer für das westaustralische Ministerium für öffentliche Gesundheit und stellvertretende Direktorin und leitende Forschungsstipendiatin der Abteilung für Epidemiologie und Präventivmedizin des National Health and Medical Research Council der University of Western Australia. 1986 erhielt sie einen MD. 1990 wurde sie zur Professorin der Abteilung für Pädiatrie der UWA ernannt.

## Gründung des Telethon Kids Institute
1990 gründete sie das Telethon Kids Institute und war dort bis 2011 Direktorin. Das Telethon Institute for Child Health Research ist ein multidisziplinäres unabhängiges Forschungsinstitut, das sich auf die Ursachen und Prävention von Kinderkrankheiten und die Entwicklung von Behandlungen zur Verbesserung der Gesundheit und des Wohlbefindens von Kindern konzentriert. Es lieferte wichtige Erkenntnisse zur Erforschung der Rolle von Folsäure bei der Prävention von Spina bifida. Telethon Kids hat einen besonderen Fokus auf die Gesundheit der Aborigines gelegt.
Stanley war von 2001 bis 2004 Chief Executive Officer der Australian Research Alliance for Children and Youth und von 2008 bis 2011 Vorsitzende der Organisation. Sie war Distinguished Research Professor an der University of Western Australia und Vice Chancellor’s Fellow an der University of Melbourne. Von 1998 bis 2012 war sie Mitglied des Rates für Wissenschaft, Technik und Innovation des Premierministers. 2006 wurde sie zur australischen UNICEF-Botschafterin für frühkindliche Entwicklung ernannt. Das nach ihr benannte Fiona-Stanley-Krankenhaus in Perth wurde 2014 eröffnet.
Stanley ging Ende 2011 in den Ruhestand, engagiert sich jedoch weiterhin in einer Reihe von Organisationen, darunter die School of Paediatrics and Child Health an der University of Western Australia und die Universität von Melbourne. Sie wurde 2011 in den Vorstand der Australian Broadcasting Corporation (ABC) berufen.
Sie hat über 300 Veröffentlichungen, Bücher und Buchkapitel verfasst und im April 2022 betrug ihr h-Index 76.
Sie war Mitglied des Rates für Wissenschaft, Technik und Innovation des Premierministers und des Ausschusses der Bundesregierung für soziale Eingliederung. Sie engagiert sich stark für die Idee, dass die Verbesserung der Gesundheit ein Mittel zur Verbesserung der sozialen Gerechtigkeit ist, und setzt sich für die Verbesserung der Lebenschancen der Aborigines ein.
Sie ist mit Professor Geoffrey Shellam verheiratet und hat zwei Töchter.

## Auszeichnungen und Ehrungen (Auswahl)
- 1996: Companion of the Order of Australia (AC), in der Queen’s Birthday Honours List
- 1996: Wahl zum Fellow der Academy of the Social Sciences in Australien
- 2001: Centenary Medal
- 2002: Ernennung zum Fellow der Australian Academy of Science
- 2002: Porträt auf einer australischen Briefmarkenserie
- 2003: Australier des Jahres[10][11][12]
- 2004: Australian Living Treasure des National Trust
- 2008: Läuferin beim Fackellauf der Olympischen Sommerspiele 2008 in Canberra[13]

### Ehrentitel
- 1998: Ehrendoktor der Naturwissenschaften (Hon DSc), Murdoch University
- 2001: Ehrendoktor der Universität (Hon DUniv), Queensland University of Technology
- 2004: Ehrenmitglied des Royal Australian College of General Practitioners (Hon FRACGP)
- 2005: Ehrendoktor der Medizin (Hon MD), University of Sydney
- 2006: Ehrenmitglied des Royal College of Paediatrics and Child Health (UK) (Hon FRCPCH)
- 2008: Ehrendoktor (Hon MD), University of Melbourne
- 2009: Bragg-Ehrenmitglied, Royal Institution of Australia
- 2010: Ehrendoktor der Naturwissenschaften (Hon DSc), Edith Cowan University
- 2014: Ehrendoktor der Katholieke Universiteit Leuven
- 2015: Ehrenmitglied der Australian Academy of Health and Medical Sciences[14]
- 2019: Internationales Ehrenmitglied der American Academy of Arts and Sciences[15]

## Veröffentlichungen (Auswahl)
- mit Eva Alberman: The Epidemiology of the Cerebral Palsies, Mac Keith Press, 1991.
- mit Sue Richardson, Margot Prior: Children of the Lucky Country? Pan Macmillan, 2005.
- mit Eve Blair, Eva Alberman: Cerebralparese: Epidemiology and Causal Pathways, Mac Keith Press, 2000.